# Akebono Glacier
Akebono Glacier är en glaciär i Antarktis. Den ligger i Östantarktis. Norge gör anspråk på området. Akebono Glacier ligger 34 meter över havet.
Terrängen runt Akebono Glacier är kuperad åt sydost, men åt nordväst är den platt. Havet är nära Akebono Glacier åt nordväst. Trakten är obefolkad. Det finns inga samhällen i närheten. 